# Hornoledečský tunel
Hornoledečský tunel je železniční tunel na katastrálním území města Ledeč nad Sázavou na úseku regionální železniční trati 212 Čerčany – Světlá nad Sázavou mezi stanicí Ledeč nad Sázavou a zastávkou Horní Ledeč v km 32,670–32,700.

## Historie
Železniční trať vybudovala v letech 1902–1903 česká firma Osvald Životský z Prahy. Povolení k výstavbě bylo vydáno v roce 1901 a další dílčí v roce 1902. Provoz byl zahájen 23. září 1903. Na trati bylo postaveno osm tunelů.

## Popis
Trať je vedena údolím řeky Sázavy v náročném členitém terénu. Jednokolejný tunel se nachází na trati Čerčany – Světlá nad Sázavou. Byl postaven v úseku mezi stanicí Ledeč nad Sázavou a zastávkou Horní Ledeč ve svahu, na kterém stojí ledečský hrad, je v nadmořské výšce 365 m a měří 30 m.
Po výjezdu z tunelu následuje železniční kamenný obloukový most přes údolí Olešenského potoka a Pivovarskou ulici. Původní most měl kamenné oblouky. Prostřední velký oblouk byl nahrazen ocelovými nosníky, které jsou v malé výšce nad budovou.

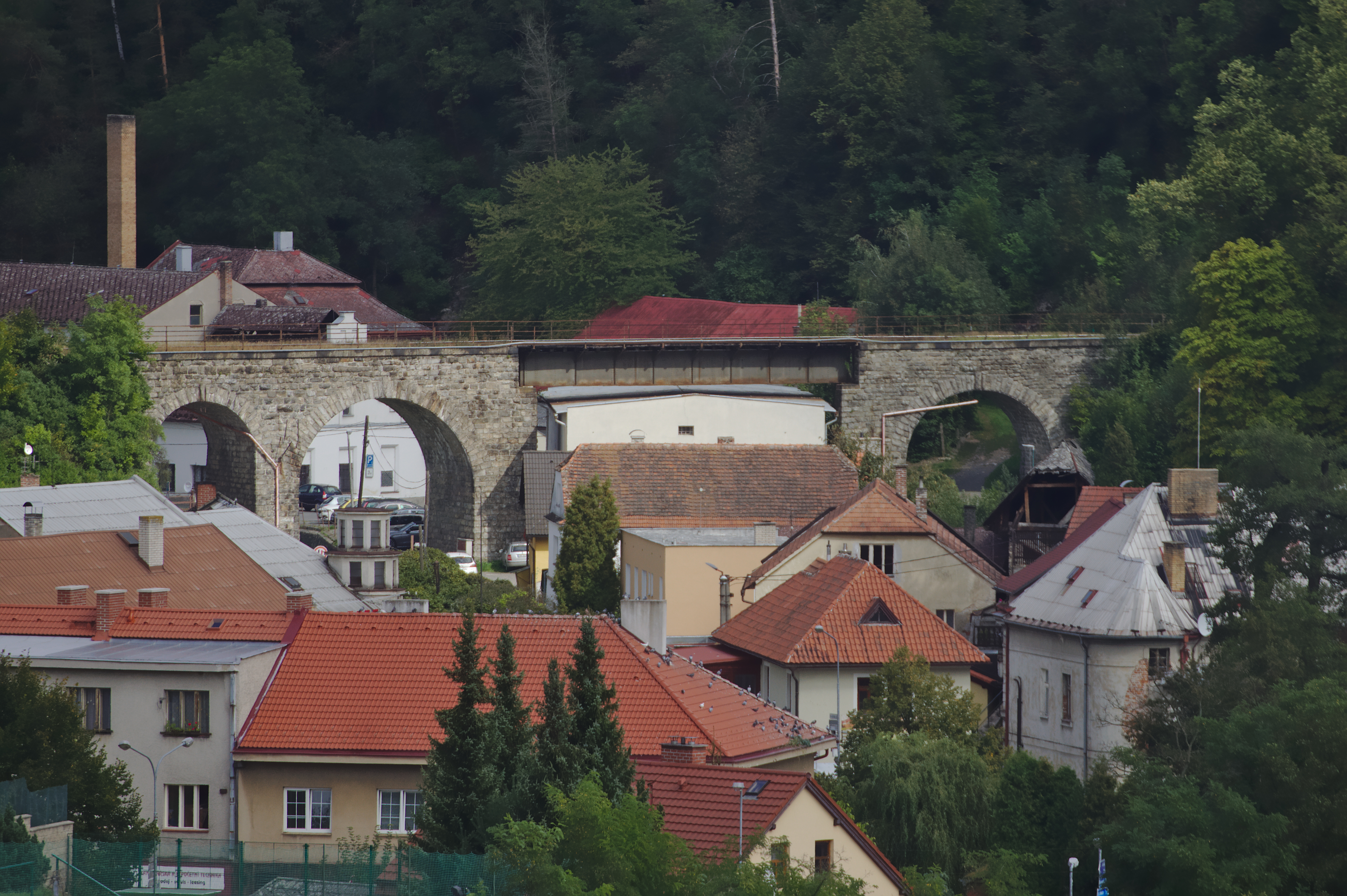
Kamenný obloukový most